# 大塚真司
大塚真司（1975年12月29日—），前日本職業足球員，日本20歲以下足球代表隊成員。

## 俱乐部生涯
1994年，大塚真司在市原JEF聯开始足球生涯。1997年转会至川崎前鋒，2001年转会至大宮松鼠，2004年转会至山形山神，2006年转会至札幌岡薩多。2008年，引退。

## 日本國家足球隊
大塚真司参加了1995年世界青年錦標賽。

## 外部連結
- （日語）J.League Data Site （页面存档备份，存于）